# Ефекат позиције у низу
Ефекат позиције у низу је експериментално утврђен податак да су разлике у успешности репродукције појединих ставки у низу резултат њиховог положаја у низу приказаних ставки. Највероватније је да ће се најбоље репродуковати ставке које су приказиване на крају низа, затим је то нешто мања вероватноћа за ставке на почетку, а најмање у средини (слободна репродукција).
У зависности где се налазе речи које су брже и лакше запамћене, ефекат позиције у низу се може поделити и на ефекат првенства и ефекат краја. Гешталистички оријентисани психолози то објашњавају тиме што се ови подаци перцептивно издвајају од околине, која је мање диференцирана. Ови ефекти се објашњавају различитим доменима меморије (краткотрајна и дуготрајна меморија).

## Ефекат првенства
Ефекат првенства (или ефекат почетка) је у когнитивној психологији чињеница да се у задатку слободне репродукције, људи боље сећају података који су дати на почетку, него у средини низа. Овај налаз се објашњава тиме да су испитаници имали највише времена да понављају управо те прве податке у низу, који су смештени у дуготрајном памћењу.

## Ефекат краја
Ефекат краја се дешава у задатку слободне репродукције када се успешније репродукују ставке са краја листе него из средине листе. Овај ефекат се објашњава тиме што су ставке које су биле излагане последње, временски биле најближе тренутку репродукције (још увек се налазе у краткорочном памћењу). Овај ефекат је експериментално потврђен. Када се варирало време од излагања низа до почетка репродукције, односно с повећањем протеклог времена након излагања, успешност репродукције је опадала.  Назива се још и ефектом реценције.

## Функције
Да су два различита механизма меморије задуженa за репродукцију стимулуса са почетка и краја листе, одговара и теорији Glanzer-a, који је претпоставио да је за добру репродукцију стимулуса са почетка листе задужена дуготрајна меморија, у којој се обнавља материјал током излагања других стимулуса. Са друге стране, оперативна меморија је задужена за памћење краја листе, јер је тај материјал најновији.
Ефекти позиције у низу имају своју улогу и у неуропсихологији. Наиме, у неколико случајева клиничких студија, доказано је да су дуготрајна и оперативна меморија два засебна домена. Операције чије су последице биле лезије хипокампуса пацијената, довеле су и до тога да ти пацијенти нису били у стању да запамте и да науче нешто ново, али су се сећали информација пре операције. Краткотрајна и дуготрајна меморија нису биле оштећене, већ трансфер материјала из једног меморијског домена у други.
Што се тиче клиничке психологије, према групи истраживача, откривено је да су појединци са благим оштећењима когнитивних способности (MCI) слични људима који имају Алцхајмерову болест, јер имају умањен ефекат почетка у слободној репродукцији стимулуса са листе. Овај умањен ефекат почетка се објашњава немогућношћу консолидације нових информација у дуготрајну меморију, што је једна од главних карактеристика Алцхајмерове болести.
Ефекат првенства има свој значај у социјалној психологији. Наиме, појава да податак који смо прво примили има привилеговано, најјаче дејство на формирање општог утиска или става о некоме. Експериментално је доказано да прве наведене особине личности одређују целокупни утисак о тој личности. Ефекат првенства зато може објаснити и појаву предрасуда и стереотипа. Дакле, првобитно стечене, непотпуне иформације обликују стереотип о некој групи људи или појава, а касније се те информације селективно бирају и уклапају у већ створену схему.
Ефекат позиције у низу се још користи и у оглашавању и дизајнирању веб страница. При оглашавању производа, важно је да се најбитније информације поставе на првом и последњем месту, јер ће то највероватније утицати на одлуку купца. Овај ефекат користе многе популарне компаније попут “Nike”, “Electronic Arts” и „Apple“.
Поред оваквих практичних примена ефеката позиција у низу, научници су се фокусирали и на проучавање когнитивних функција људи. Наиме, научници Unsworth, Brewer и Spillers су открили да током експеримента ефекта позиције у низу, испитаници користе различите стратегије приликом памћења ставки. Индивидуалне разлике међу испитаницима су утицале на резултате експеримента. Такође, ове разлике су повезане са индивидуалним когнитивним способностима, као што су капацитет радне меморије, интелигенција и вокабулар.